# Loupaná ocel
Loupaná ocel je ocel finalizovaná zastudena. Loupání znamená odstranění části oceli na povrchu tyče a to rovnoměrně po celém obvodu a délce tyče. Toto se provádí pro odstranění povrchových vad a mikrotrhlin vzniklých při válcování a také pro zlepšení kvality povrchu (drsnost). Loupané tyče mají přesnější rozměrové tolerance oproti válcované oceli (běžně až h9 – tolerance až 0,04 mm).